# Altenburg (stacja kolejowa)
Altenburg – stacja kolejowa w Altenburgu, w kraju związkowym Turyngia, w Niemczech.